# Жбанниковская игрушка
Жбанниковская игрушка — народный промысел в деревнях Жбанниково, Роймино, Рыжухино и других Городецкого района Нижегородской области.

## История
Промысел возник в начале XX в. Местная свистулька получила известность в 1930-е гг., тогда же появились новые типы игрушки, помимо традиционных (например, всадники) и сложился характер росписи, сохраняющийся и в современной игрушке. Причудливое сочетание красок в росписи создается использованием темной эмалевой краски в качестве фона, по которому наносятся пятна более светлых тонов. Отдельные детали фигур «серебрятся» с помощью алюминиевого порошка.
Особенность жбанниковской игрушки в том, что туловище всех фигурок напоминает глиняную пирамиду на трёх ногах-основах.